# Екологічний менеджмент
Екологі́чний, енвайронментальний ме́неджмент ― система управління довкіллям (система екологічного менеджменту) ― частина загальної системи управління, що включає організаційну структуру, діяльність із планування, обов'язки, відповідальність, досвід, методи, методики, процеси і ресурси для розробки, здійснення й аналізу екологічної політики.

## Генеза
Поява в 1996 році міжнародних стандартів систем екологічного менеджменту на підприємствах і в компаніях ISO серії 14000 називають однією з найзначніших міжнародних природоохоронних ініціатив.
Рішення про розробку ISO 14000 є результатом Уругвайського раунду переговорів по Всесвітній торговельній угоді і зустрічі на вищому рівні в Ріо-де-Жанейро в 1992 році з довкілля і розвитку.

### ISO 14000
Система стандартів ISO 14000 орієнтована не на кількісні параметри (обсяг викидів, концентрації речовин тощо) і не на технології (вимога використовувати або не використовувати певні технології, вимога використовувати «найкращу доступну технологію»).
Основним предметом ISO 14000 є система екологічного менеджменту. Типові положення цих стандартів полягають у тому, що в організації повинні виконуватися визначені процедури, повинні бути підготовлені певні документи, призначені відповідальні за визначені сфери екологічно значимої діяльності.
Стандарти серії ISO 14000 не містять ніяких «абсолютних» вимог до впливу організації на довкілля, за винятком того, що організація в спеціальному документі (екологічній політиці) повинна оголосити про своє прагнення відповідати національному природоохоронному законодавству і національним стандартам.
Такий характер стандартів обумовлений, з одного боку, тим, що ISO 14000 як міжнародні стандарти не повинні втручатися у сферу дій національних нормативів. З іншого боку, попередником ISO є «організаційні» підходи до якості продукції (наприклад, концепція «загального управління якістю»), згідно з якими, ключем до досягнення якості є побудова належної організаційної структури і розподіл відповідальності за якість продукції і послуг.

## Впровадження
У впровадженні стандартів ISO 14000 світовими лідерами є такі індустріально розвинуті країни, як Японія, Німеччина, Велика Британія, Швеція.

### Впровадження в Україні
В Україні міжнародні стандарти ISO серії 14000 були прийняті як національні в 1997 році. Однак їхнє впровадження здійснюється досить повільними темпами. Станом на 1 січня 2006 року в національній системі сертифікації УкрСЕПРО зареєстровані лише 23 підприємства, що впровадили й сертифікували системи управління довкіллям.

#### Сертифікація
Екологічна сертифікація може проводитися в обов'язковій і добровільній сферах.
Обов'язковій сертифікації в національній системі УкрСЕПРО підлягають об'єкти, що відповідно до чинного законодавства повинні відповідати вимогам з охорони довкілля, забезпеченню екологічної безпеки і збереженню біологічного розмаїття.
Добровільній сертифікації можуть бути піддані інші об'єкти з урахуванням сформованої міжнародної практики згідно зі ст. 17, 18 і 19 Закону України «Про стандартизацію і сертифікацію»" .
Об'єктами обов'язкової екологічної сертифікації є:
- системи управління охороною довкілля, регламентовані міжнародними стандартами, що розроблюються в технічному комітеті ISO/TC207 «Управління охороною довкілля», у якому Україна бере участь;
- продукція, шкідлива для довкілля, включаючи озоноруйнівні речовини й продукція, що їх містить, передбачувані до ввозу в Україну і вивозу з України, а також товари, увезені на митну територію України;
- екологічно шкідливі технології, включаючи ті, що ввезені на митну територію України і використовуються на промислових і дослідно-експериментальних об'єктах підприємств і організацій оборонних галузей промисловості;
- відходи виробництва і споживання, включаючи небезпечні й інші відходи, які є об'єктом транскордонного перевезення, і діяльність у сфері поводження з відходами;
- види тварин і рослин, їхні частини або деривати, що підпадають під дію Конвенції про міжнародну торгівлю видами дикої фауни і флори, які знаходяться під загрозою зникнення, здобуті у відкритому морі суднами під прапорами України.

При позитивних результатах перевірки органи із сертифікації видають заявникам екологічні сертифікати встановленого зразка і дозвіл на право маркування об'єктів сертифікації екологічним знаком відповідності.